# Copa de la UEFA 1979-1980
La Copa de la UEFA 1979–80 fou guanyada per l'Eintracht Frankfurt, que va derrotar el Borussia Mönchengladbach pel valor doble dels gols en camp contrari, després d'empatar 3-3 en el temps afegit en la final a doble partit.

## Primera ronda
| Equip 1                    | Global | Equip 2                  | Anada | Tornada |
| -------------------------- | ------ | ------------------------ | ----- | ------- |
| Zbrojovka Brno             | 7–1    | Esbjerg fB               | 6–0   | 1–1     |
| Aarhus Gymnastik Forening  | 2–1    | Stal Mielec              | 1–1   | 1–0     |
| Aberdeen FC                | 1–2    | Eintracht Frankfurt      | 1–1   | 0–1     |
| Aris FC                    | 4–3    | SL Benfica               | 3–1   | 1–2     |
| Atlètic de Madrid          | 1–5    | Dynamo Dresden           | 1–2   | 0–3     |
| Borussia Mönchengladbach   | 4–1    | Viking F.K.              | 3–0   | 1–1     |
| Dinamo Bucureşti           | 12–0   | Alki Larnaca FC          | 3–0   | 9–0     |
| Dundee United FC           | (c)1–1 | RSC Anderlecht           | 0–0   | 1–1     |
| FC Bohemians Praha         | 2–4    | Bayern de Múnic          | 0–2   | 2–2     |
| FC Carl Zeiss Jena         | 4–1    | West Bromwich Albion FC  | 2–0   | 2–1     |
| FC Dinamo de Kíev          | 3–2    | PFC CSKA Sofia           | 2–1   | 1–1     |
| FC Progrès Niedercorn      | 0–6    | Grasshopper-Club Zürich  | 0–2   | 0–4     |
| FC Xakhtar Donetsk         | 2–3    | AS Monaco FC             | 2–1   | 0–2     |
| Feyenoord Rotterdam        | 2–0    | Everton FC               | 1–0   | 1–0     |
| Fussballclub Zürich        | 2–8    | 1. FC Kaiserslautern     | 1–3   | 1–5     |
| Galatasaray SK             | 1–3    | Estrella Roja de Belgrad | 0–0   | 1–3     |
| Glenavon FC                | 0–2    | Standard Liège           | 0–1   | 0–1     |
| Internazionale Milano FC   | 3–2    | Reial Societat           | 3–0   | 0–2     |
| Kalmar FF                  | 2–2(c) | Keflavik IF              | 2–1   | 0–1     |
| KPT Kuopio                 | 1–4    | Malmö FF                 | 1–2   | 0–2     |
| SSC Napoli                 | 2–1    | Olympiacos               | 2–0   | 0–1     |
| Orduspor Kulübü            | 2–6    | FC Baník Ostrava         | 2–0   | 0–6     |
| Perugia Calcio             | 1–0    | Dinamo de Zagreb         | 1–0   | 0–0     |
| PFC Lokomotiv Sofia        | 3–2    | Ferencvárosi Torna Club  | 3–0   | 0–2     |
| SK Rapid Wien              | 2–4    | Diósgyőri VTK Miskolc    | 0–1   | 2–3     |
| Skeid Fotball              | 1–10   | Ipswich Town FC          | 1–3   | 0–7     |
| Sporting Clube de Portugal | 2–0    | Bohemian FC              | 2–0   | 0–0     |
| Sporting de Gijón          | 0–1    | PSV Eindhoven            | 0–0   | 0–1     |
| Valletta FC                | 0–7    | Leeds United FC          | 0–4   | 0–3     |
| VfB Stuttgart              | (c)2–2 | Torino FC                | 1–0   | 1–2(pr) |
| Widzew Łódź                | 2–4    | AS Saint-Étienne         | 2–1   | 0–3     |
| Wiener Sportclub           | 1–3    | FC Universitatea Craiova | 0–0   | 1–3     |

## Segona ronda
| Equip 1                    | Global | Equip 2                  | Anada | Tornada |
| -------------------------- | ------ | ------------------------ | ----- | ------- |
| Zbrojovka Brno             | 5–2    | Keflavik ÍF              | 3–1   | 2–1     |
| Aarhus Gymnastik Forening  | 2–5    | Bayern de Múnic          | 1–2   | 1–3     |
| Aris FC                    | 4–1    | Perugia Calcio           | 1–1   | 3–0     |
| Borussia Mönchengladbach   | 4–3    | Internazionale Milano FC | 1–1   | 3–2(pr) |
| Dinamo Bucureşti           | 2–3    | Eintracht Frankfurt      | 2–0   | 0–3(pr) |
| Dundee United FC           | 1–4    | Diósgyőri VTK Miskolc    | 0–1   | 1–3     |
| Dynamo Dresden             | 1–1(c) | VfB Stuttgart            | 1–1   | 0–0     |
| FC Baník Ostrava           | 1–2    | FC Dinamo de Kíev        | 1–0   | 0–2     |
| FC Universitatea Craiova   | 4–0    | Leeds United FC          | 2–0   | 2–0     |
| Feyenoord Rotterdam        | 5–1    | Malmö FF                 | 4–0   | 1–1     |
| Grasshopper-Club Zürich    | (c)1–1 | Ipswich Town FC          | 0–0   | 1–1     |
| PFC Lokomotiv Sofia        | 5–4    | AS Monaco FC             | 4–2   | 1–2     |
| PSV Eindhoven              | 2–6    | AS Saint-Étienne         | 2–0   | 0–6     |
| Estrella Roja de Belgrad   | 6–4    | FC Carl Zeiss Jena       | 3–2   | 3–2     |
| Sporting Clube de Portugal | 1–3    | 1. FC Kaiserslautern     | 1–1   | 0–2     |
| Standard Liège             | 3–2    | SSC Napoli               | 2–1   | 1–1     |

## Tercera ronda
| Equip 1                  | Global | Equip 2                  | Anada | Tornada |
| ------------------------ | ------ | ------------------------ | ----- | ------- |
| AS Saint-Étienne         | 7–4    | Aris FC                  | 4–1   | 3–3     |
| Bayern de Múnic          | 4–3    | Estrella Roja de Belgrad | 2–0   | 2–3     |
| Borussia Mönchengladbach | 2–1    | FC Universitatea Craiova | 2–0   | 0–1     |
| Diósgyőri VTK Miskolc    | 1–8    | 1. FC Kaiserslautern     | 0–2   | 1–6     |
| Eintracht Frankfurt      | 4–2    | Feyenoord Rotterdam      | 4–1   | 0–1     |
| Grasshopper-Club Zürich  | 0–5    | VfB Stuttgart            | 0–2   | 0–3     |
| PFC Lokomotiv Sofia      | (c)2–2 | FC Dinamo de Kíev        | 1–0   | 1–2     |
| Standard Liège           | 3–5    | Zbrojovka Brno           | 1–2   | 2–3     |

## Quarts de final
| Equip 1              | Global | Equip 2                  | Anada | Tornada |
| -------------------- | ------ | ------------------------ | ----- | ------- |
| 1. FC Kaiserslautern | 2–4    | Bayern de Múnic          | 1–0   | 1–4     |
| AS Saint-Étienne     | 1–6    | Borussia Mönchengladbach | 1–4   | 0–2     |
| Eintracht Frankfurt  | 6–4    | Zbrojovka Brno           | 4–1   | 2–3     |
| VfB Stuttgart        | 4–1    | PFC Lokomotiv Sofia      | 3–1   | 1–0     |

## Semifinals
| Equip 1         | Global | Equip 2                  | Anada | Tornada |
| --------------- | ------ | ------------------------ | ----- | ------- |
| Bayern de Múnic | 3–5    | Eintracht Frankfurt      | 2–0   | 1–5(pr) |
| VfB Stuttgart   | 2–3    | Borussia Mönchengladbach | 2–1   | 0–2     |

## Final
| Equip 1                  | Global | Equip 2             | Anada | Tornada |
| ------------------------ | ------ | ------------------- | ----- | ------- |
| Borussia Mönchengladbach | 3–3(c) | Eintracht Frankfurt | 3–2   | 0–1     |

| Campió de la Copa de la UEFA 1979-80 |
| ------------------------------------ |
| Eintracht Frankfurt Primer títol     |